# Акпаев, Кайракпай
Кайракпай Акпаев (1909, Семипалатинская область, Степное генерал-губернаторство, Российская империя — 19 апреля 2002, село Мын-Булак, Аягозский район, Восточно-Казахстанская область, Казахстан) — скотник мясного совхоза «Мын-Булакский» Министерства совхозов СССР, Аягузский район, Семипалатинская область, Казахская ССР. Герой Социалистического Труда (1948).

## Биография
Родился в 1909 году в крестьянской семье в одном из сельских населённых пунктов Семипалатинской области. Окончил начальную школу. Трудился в местной сельскохозяйственной артели до призыва в июне 1941 года в Красную Армию по мобилизации. Участвовал в Великой Отечественной войне с июля 1943 года. Воевал наводчиком 1-й батареи в составе 1619-го лёгкого артиллерийского полка 20-й артиллерийской дивизии. Сражался на Брянском и 2-м Прибалтийском фронтах. За подвиг в январе 1944 года был награждён Орденом Славы 3-й степени. После демобилизации возвратился в Казахстан. Трудился скотником в совхозе «Мын-Булакский» Аягузского района.
В 1947 году получил при обслуживании своего гурта в 40 голов 4 — 6 месячного молодняка среднесуточный привес по 1010 грамм. Указом Президиума Верховного Совета СССР от 7 октября 1949 года удостоен звания Героя Социалистического Труда за «получение высокой продуктивности животноводства в 1947 году» с вручением ордена Ленина и золотой медали «Серп и Молот» (№ 2643).
Продолжал показывать высокие трудовые достижения. Неоднократно занимал передовые места в социалистическом соревновании среди скотников Семипалатинской области. За выдающиеся трудовые достижения по итогам Семилетки (1959—1965) был награждён вторым Орденом Ленина и по итогам Восьмой пятилетки (1966—1970) — Орденом Октябрьской Революции.
После выхода на пенсию в декабре 1972 года проживал в селе Мын-Булак Аягузского района. Умер в апреле 2002 года. Похоронен на кладбище села Мын-Булак.
Награды
- Герой Социалистического Труда
- Орден Ленина — дважды (1948; 22.03.1966)
- Орден Октябрьской Революции (08.04.1971)
- Орден Славы 3 степени (21.04.1944)